# Liga Mundial de waterpolo femenino 2009
La Liga Mundial de waterpolo femenino 2009 fue la sexta edición del evento, organizado por el organismo rector mundial de deportes acuáticos, la Federación Internacional de Natación. Después de jugar en grupos dentro del mismo continente, ocho equipos se clasificaron para jugar en un torneo final, llamado Super Final en Kírishi, Rusia, del 9 al 14 de junio de 2009.

## Super Final

### Fase de grupos
| Grupo A        | Grupo B   |
| -------------- | --------- |
| Estados Unidos | Canadá    |
| China          | Australia |
| Rusia          | España    |
| Italia         | Grecia    |

### Eliminatorias

#### Del 5° al 8°
|  | Clasificación por el 5° al 8° | Clasificación por el 5° al 8° |    |             | Por el 5°   | Por el 5° |  |
|  |                               |                               |    |             |             |           |  |
|  |                               |                               |    |             |             |           |  |
|  | 13 de junio                   |                               |    |             |             |           |  |
|  | China                         | 11                            |    |             |             |           |  |
|  | Italia                        | 9                             |    |             |             |           |  |
|  |                               |                               |    |             |             |           |  |
|  |                               |                               |    |             | 14 de junio |           |  |
|  |                               |                               |    |             | Rusia       | 9         |  |
|  |                               | China                         | 10 |             |             |           |  |
|  |                               |                               |    |             |             |           |  |
|  |                               |                               |    |             |             |           |  |
|  |                               |                               |    |             | Por el 7°   |           |  |
|  | 13 de junio                   | 13 de junio                   |    | 14 de junio | 14 de junio |           |  |
|  | Rusia                         | 11                            |    | Grecia      | 13          |           |  |
|  | Grecia                        | 8                             |    |             | Italia      | 6         |  |

#### Por el título
|  | Semifinales    | Semifinales    |   |             | Final        | Final |  |
|  |                |                |   |             |              |       |  |
|  |                |                |   |             |              |       |  |
|  | 13 de junio    |                |   |             |              |       |  |
|  | España         | 7              |   |             |              |       |  |
|  | Canadá         | 10             |   |             |              |       |  |
|  |                |                |   |             |              |       |  |
|  |                |                |   |             | 14 de junio  |       |  |
|  |                |                |   |             | Canadá       | 6     |  |
|  |                | Estados Unidos | 9 |             |              |       |  |
|  |                |                |   |             |              |       |  |
|  |                |                |   |             |              |       |  |
|  |                |                |   |             | Tercer lugar |       |  |
|  | 13 de junio    | 13 de junio    |   | 14 de junio | 14 de junio  |       |  |
|  | Australia      | 8              |   | España      | 8            |       |  |
|  | Estados Unidos | 9              |   |             | Australia    | 12    |  |

##### Semifinales
| 13 de junio de 2009 | España | 7-10 Q1: 1-1 Q2: 3-2 Q3: 1-2 Q4: 2-5 | Canadá | Kírishi, Rusia |  |
|                     |        | Reporte                              |        |                |  |

| 13 de junio de 2009 | Australia | 8-9 Q1: 3-1 Q2: 1-2 Q3: 3-4 Q4: 1-2 | Estados Unidos | Kírishi, Rusia |  |
|                     |           | Reporte                             |                |                |  |

##### Por la medalla de bronce
| 14 de junio de 2009 | España | 8-12 Q1: 4-4 Q2: 1-3 Q3: 2-2 Q4: 1-3 | Australia | Kírishi, Rusia |  |
|                     |        | Reporte                              |           |                |  |

##### Por la medalla de oro
| 14 de junio de 2009 | Canadá | 6-9 Q1: 1-2 Q2: 2-2 Q3: 2-5 Q4: 1-0 | Estados Unidos | Kírishi, Rusia |  |
|                     |        | Reporte                             |                |                |  |

## Estadísticas

### Clasificación final
| Estados Unidos |
| Canadá         |
| Australia      |
| 4. España      |
| 5. China       |
| 6. Rusia       |
| 7. Grecia      |
| 8. Italia      |

### Goleadoras
- Blanca Gil - 15 goles

- Datos: Q3737167

1. ↑  «HistoFINA - Medallistas y estadísticas de waterpolo» (PDF). fina.org. FINA. p. 78. Archivado desde el original el 16 de abril de 2021. Consultado el 6 de junio de 2021.